# Brachysarthron
Brachysarthron is een kevergeslacht uit de familie van de boktorren (Cerambycidae). De wetenschappelijke naam van het geslacht werd voor het eerst geldig gepubliceerd in 1864 door Thomson.

## Soorten
Brachysarthron omvat de volgende soorten:
- Brachysarthron antennatum Thomson, 1864
- Brachysarthron bicoloripes Aurivillius, 1925
- Brachysarthron inerme Aurivillius, 1925